# Tribulus terrestris
Tribulus terrestris, el abrojo (vocablo compartido con otras muchas especies), es una especie de planta herbácea del género Tribulus en la familia Zygophyllaceae.

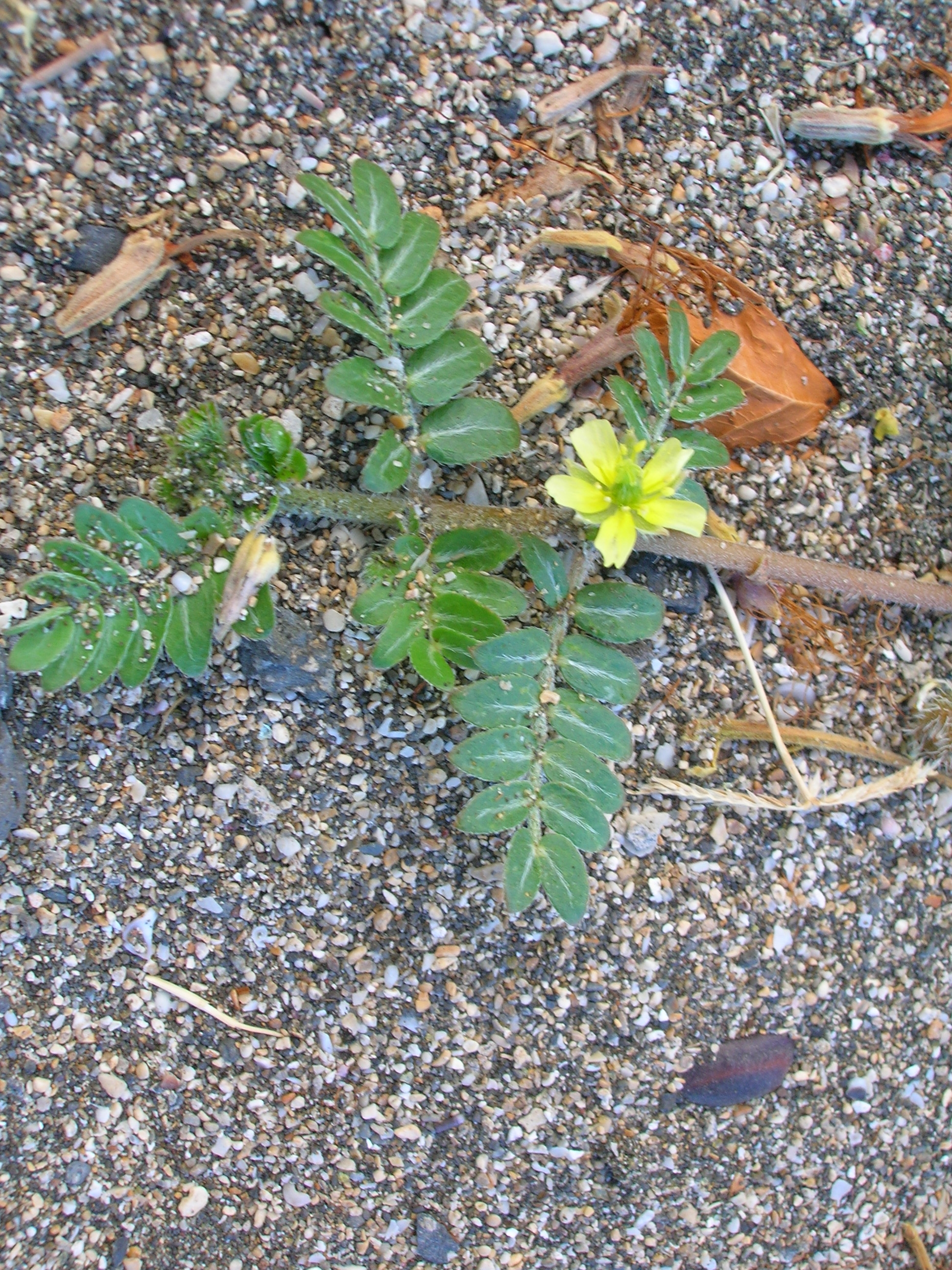
Parte apical de una rama en antesis

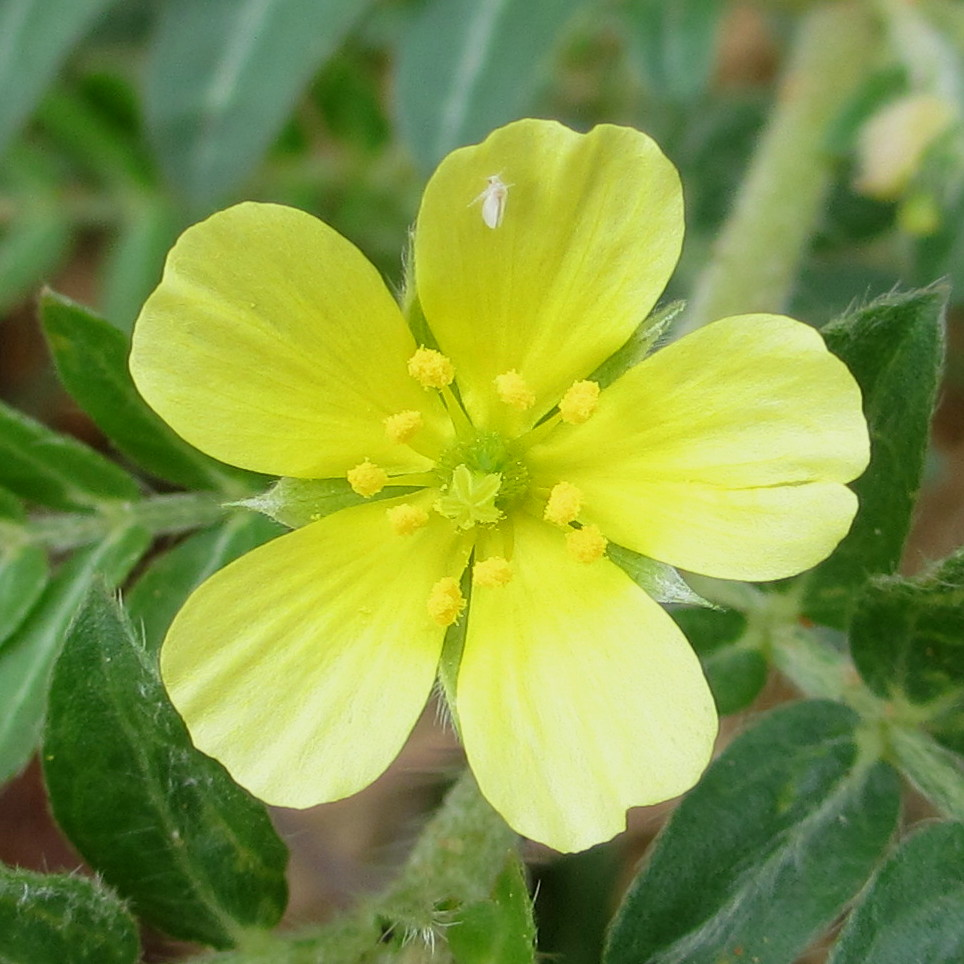
Flor, detalle

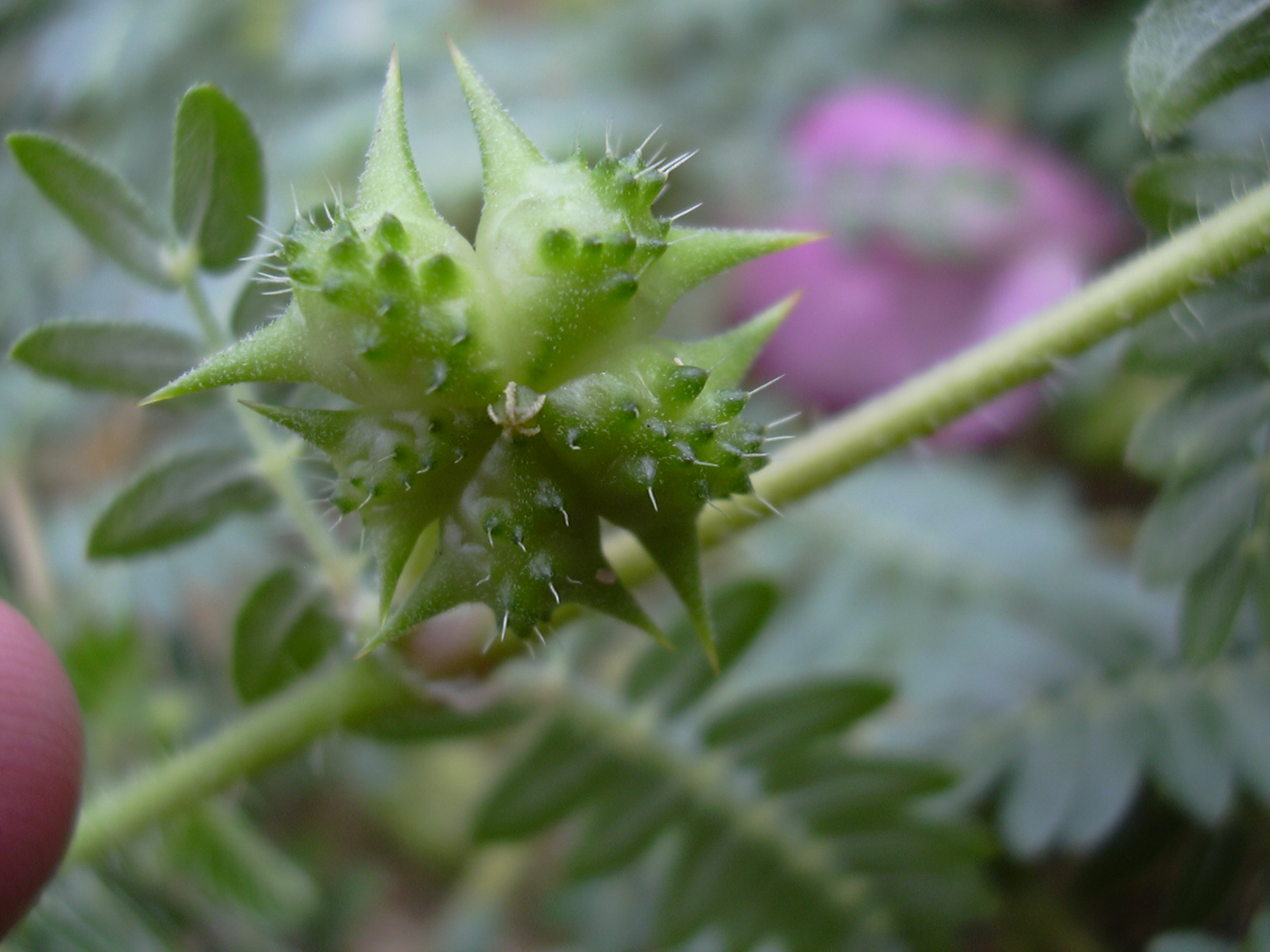
Fruto (esquizocarpo de 5 mericarpos) inmaduro in situ: vista cenital con el estigma pentalobulado persistente visible

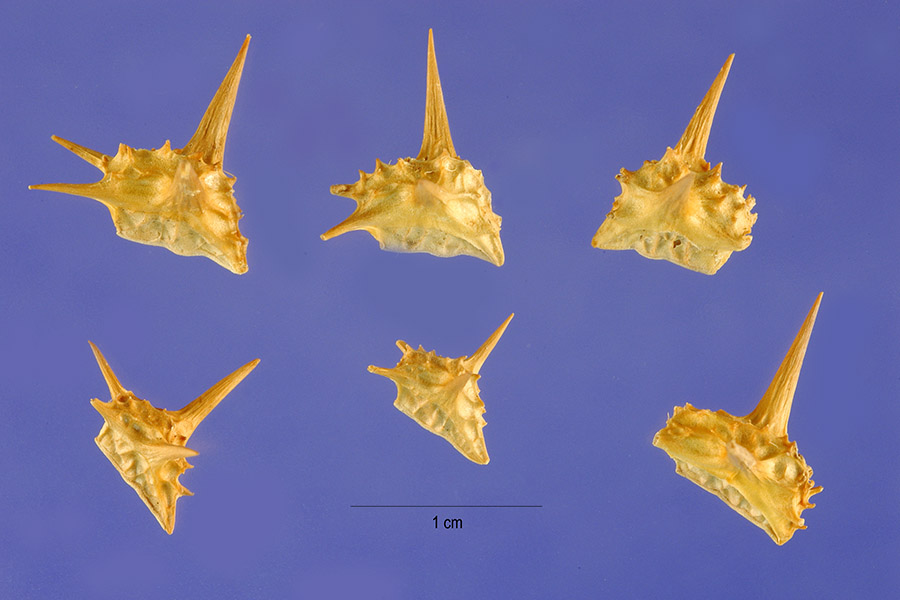
Mericarpos maduros sueltos

## Descripción
Es una especie herbácea rastrera perenne que crece como una planta anual estival en climas más fríos, usualmente postrada, formando matas chatas, aunque pueden crecer algo más verticalmente en sombra o entre plantas más altas. Los tallos, radiales y ramosos, se extienden a una distancia de más de 1 m. Dichos tallos son finamente estriados y más o menos hirsutos, con pelos rectos patentes o adpresos y otros retorcidos de aspecto lanudo. Este patrón se repite en los pedícelos, pedúnculos y raquis, pero más denso. Las hojas, cortamente estipuladas, son compuestas paripinnadas con cuatro a ocho pares de folíolos de unos 7 mm de largo -con sus peciolos de implantación superior en el raquis para facilitar su respliegue/cierre hacia arriba en ausencia de luz solar-, muy velosos por el envés y solo con unas estrechas líneas de pelos en la haz, líneas que se corresponden con los nervios principales del envés. Las flores, solitarias en las áxilas de las hojas y cortamente pedunculadas y que alternan de cada lado del tallo, son pentameras, de 4–15 mm de diámetro, con cinco sépalos lanceolados hirsutos la mitad de largo que los cinco pétalos de color amarillo y con diez estambres más cortos que los pétalos y organizados en un verticilio donde alternan cuatro más grandes (opuestos a los pétalos) con otros cuatro más pequeños (opuestos a los sépalos). Los frutos son esquizocarpos, colgantes de los pedúnculos curvados hacia abajo e invertidos que alternan -al igual que las flores- de cada lado del tallo y son compuesto por cinco mericarpos (dos de ellos generalmente más pequeños), con el estigma pentalobulado persistente. Estos frutecitos individuales son de consistencia muy dura y llevan dos espinas agudas patentes, de 10 mm de largo y medio centímetro entre puntas, y dos algo más cortas en posición dorsal y prácticamente perpendiculares a las dos más grandes anteriores -ocasionalmente estas cuatro espinas pueden estar reducidas a simples tubérculos algo agudos. Dichas espinas están separadas por una cresta longitudinal de tubérculos glandulares con un pelo rígido erecto. Los mericarpos contienen tres o cuatro semillas ovoides de testa membrácea y sin endospermo.
Las citadas espinas son lo suficientemente duras y largas como para pinchar un neumático de bicicleta, y causar considerable dolor al pinchar pies desnudos.

## Distribución y hábitat
Nativa de regiones cálidas tropicales y templadas del Viejo Mundo: sur de Europa, sur de Asia, África, norte de Australia. Está ampliamente naturalizada en el mundo entero, excepto altas latitudes. En algunos Estados de EE. UU., es una especie invasora.
Hábitat, según Linneo: "En Europa austral, en los bordes de caminos" (Habitat in Europa australi ad Semitas).
Sobrevive inclusive en climas de desierto y suelo pobre.
En los estados de Coahuila y Chihuahua, pertenecientes a México, se encuentran principalmente en terrenos baldíos.

## Cultivo
Se siembra en semillero para evitar que las heladas tardías lo perjudiquen. Las semillas se cubren con una fina capa de tierra arenosa. El medio debe mantenerse húmedo hasta que la planta crece. Una vez ha crecido soporta la escasez de agua. 

## Usos
Es apetitosa para el ganado, ya que soporta la aridez estival y puede ser una de las pocas plantas verdes en verano, pero su escasa talla ofrece poco alimento y las vigorosas espinas de sus frutos pueden causar lesiones en el esófago y faringe de las ovejas. Los frutos también se adhieren a la lana, al pelo y a las pezuñas de los animales, lo que ayuda a la propagación de la planta, pero puede causarles heridas.
Los frutos se han usado como arma homicida en el sur de África. El asesino los impregnaba con el jugo venenoso de Acokanthera venenata G.Don y los colocaba en el paso de su víctima.

### Suplementos alimenticios
Tribulus terrestris es muy usado como tónico y afrodisíaco en las prácticas ayurvédicas, conocida por su nombre en sánscrito "gokshura". Se consume como tisana y en aplicaciones tópicas. Utilizada durante siglos en la medicina herbal en China y por la ayurvédica de la India. En la tradición china se emplea en problemas urinarios e insuficiencia de producción de leche materna, y en la India como afrodisíaco.
Se usa contra las afecciones del pecho, la Gonorrea y la Oftalmia
Se promueve su utilización para incrementar la potencia sexual. Este uso se originó en la década de 1970 en Europa del Este sobre todo en Bulgaria. Los estudios independientes en Bulgaria han sugerido que el extracto de T. terrestris incrementa ligeramente los niveles hormonales, aunque vuelven luego a su rango normal.
Algunos comparan las propiedades tónicas de T. terrestris con los efectos del ginseng, pero ambos tienen mecanismos totalmente diferentes. También se insiste que T. terrestris incrementa la testosterona porque sube la "HDGn: hormona Desencadenante de Gonadotropina" La (HDGn) que a su vez estimula la producción de LH y de hormona foliculoestimulante (acrónimo en inglés FSH). La testosterona, además de sus importantes funciones en construcción muscular, aumento de la fertilidad y libido, es también conocida por sus efectos positivos en la actividad de la médula ósea para la producción de los glóbulos rojos eritrocitos y del sistema inmunitario.
Por otro lado, un reciente estudio encontró que T. terrestris no causa incremento en testosterona o en LH en hombres jóvenes, y otro halló que un suplemento dietario comercial conteniendo androstenediona y extractos herbales, incluyendo T. terrestris, no fue más efectivo en subir la testosterona que la androstenediona sola. SupplementWatch no considera que haya alguna evidencia científica de efectividad en fomentar tejido muscular. Se sugiere que puede ser benéfico para aquellos cuya testosterona esté en niveles inferiores a los normales, como puede ocurrir a personas con dietas hipocalóricas y/o a atletas sobreentrenados.
El activo químico en T. terrestris ha probado ser protodioscina (PTN), un pariente de la Dehidroepiandrosterona DHEA. En un estudio con ratones, Tribulus se mostró útil en actividad sexual/erección, mejor que el cipionato de testosterona. Sin embargo, no son convincentes aún los estudios, pero muy promisorios entre el suplemento OTC natural Vs. el cipionato de testosterona (éster sintético) reingenierizado por su larga activitdad tisular. Para ser efectivo, su nivel debe "armarse" en el sistema del animal, consumiéndose diariamente durante dos a tres semanas.
No se conocen efectos adversos significativos de la suplementación con T. terrestris. Sin embargo, algunos usuarios afirman molestias de estómago y diarreas, que usualmente se van tomándolo con las comidas.

## Erradicación
Los métodos de erradicación son frecuentemente después de la siembra. Hay soluciones biológicas y herbicidas al problema pero ninguna da una extinción rápida y total, debido a que las semillas de T. terrestris permanecen activas durante más de tres a siete años de promedio.

### Físicas
En pequeñas áreas, es mejor controlado con eliminación manual usando un apero manual para extraer la planta de raíz. Esto precisa de monitorear el área y removerla durante el periodo previo a la siembra. Así se reduce enormemente la prevalencia de la maleza hasta el siguiente año. El segado no es efectivo para erradicar debido al hábito de crecimiento rastrero, es decir, pegado a la tierra.
Otra vía de erradiación física es ahogar a estas malezas oportunistas dándoles buena competencia con otras plantas favorables. Descompactando y plantando especies deseables competitivas, así se reducen los recursos disponibles para esta maleza.

### Químicas
El control químico es generalmente recomendado para su dominio. Hay pocos herbicidas efectivos. Los productos con oryzalina, benefin, o trifluralina pueden controlar parcialmente las semillas germinantes. Esto puede aplicarse con la germinación (fin del invierno a mediados de primavera).
Después de que las plántulas hayan emergido (postemergente), productos con 2,4-D, glifosato, dicamba es efectivo en el abrojo (el Tribulus terrestris). Como postemergente son más efectivos con aplicaciones con malezas pequeñas y jóvenes. Dicamba y 2,4-D will causan daño a la mayoría de las plantas de hoja ancha, por lo que se debe tener sumo cuidado y evitar sobreaplicaciones. Se aplican en el césped sin problemas para los pastos sembrados. El glifosato mata o injuria a la inmensa mayoría de las plantas, por lo que debe usar en tratamientos puntuales o en sólidos estands de la maleza.

### Biológicas
Dos especies de gorgojos, Microlarinus lareynii y Microlarinus lypriformis, nativos de la India, Francia e Italia, fueron introducidas en Estados Unidos como método de control biológico de plagas en 1961. Ambas especies de gorgojos pueden obtenerse de proveedores biológicos, pero su uso no suele ser recomendado porque los gorgojos recolectados en otras áreas tienden a no sobrevivir en la región del comprador.
El Microlarinus lareynii deposita sus huevos en los capullos de las flores. Al nacer, las larvas se alimentan de las semillas y las destruyen. Al convertirse en adultos, depositan sus huevos y el ciclo empieza de nuevo. Su ciclo de vida dura entre diecinueve y veinticuatro días. El Microlarinus lypriformis tiene un ciclo de vida similar, pero este deposita sus huevos en la parte inferior de los tallos y en la corona de la raíz. Sus larvas hacen un túnel en la médula, de la que se alimentan y donde pasan su estado de pupa. Los adultos de ambas especies hibernan en restos vegetales. Aunque el M. lypriformis es algo más efectivo que el M. lareynii como control de la T. terrestris, son más efectivos si se utilizan juntos y la planta está estresada por humedad.

## Taxonomía
Tribulus terrestris fue descrito por Carlos Linneo y publicado en Species Plantarum, vol. 1, p. 387, 1753.
Etimología
- Tribulus, nombre genérico que deriva del griego: τρίβολος originalmente por el tríbulo (una maza o arma espinosa de 4 puntas). Empleado en su sentido botánico por Plinio el Viejo en su Historia naturalis (21, 91) para designar el fruto de los abrojos pero también para el fruto de otras plantas (Trapa natans, la Castaña de agua) (21, 98) y por Virgilio en las Geórgicas (1, 53), en el sentido abrojos.[11]

- terrestris: epíteto latíno que alude al carácter rastrero de la planta.

Sinonimia
- Tribulus muricatus Stokes
- Tribulus orientalis A.Kern.
- Tribulus terrestris subsp. orientalis (A. Kern.) Dostál
- Tribulus terrestris var. orientalis (A. Kern.) Beck
- Tribulus terrestris var. albidus Friv.[12]
- Tribulus lanuginosus L.
- Tribulus saharae A.Chev.
- Tribulus terrestris var. sericeus Andersson ex Svenson[13]

## Nombre común
Abreojo (3), abreojos (6), abriojo (2), abrojo (13), abrojo de tierra, abrojo terrestre, abrojos (22), abrojos de tierra, aburejo, alborjos, alforjos, ambrojos, arvojos, carranca, caxals de vella, duros, encogeperros, espigón (8), espuelas, gata (2), gata rabiosa, gatas, mata punchosa, mina, mormaga, mormagas (2), mormajas (2), punxa-claus, toreros, toritos, tríbulo (2), uña de gato, peseta, pinchabicicletas. Entre paréntesis, la frecuencia del uso del vocablo en España. En Argentina: roseta francesa. En México se conoce también como cadillo o  cabeza de toro.